# チョイス! (クイズ番組)
『チョイス!』は、テレビ東京系列で放送された特別番組。正式なタイトルは『関ジャニ∞スペシャル チョイス!』。

## 概要
本番組は、関ジャニ∞のメンバーが全国各地へ出向きクイズを作成。その問題を解答者が回答するクイズ番組である。
2005年12月28日（水曜日）23:00 - 翌0:00（JST）に番組初回が放送された。

## 出演者
- 関ジャニ∞（横山裕、渋谷すばる、村上信五、丸山隆平、安田章大、錦戸亮、大倉忠義） - MC
- ふかわりょう - MC
- 中田有紀 - MC

## 放送内容
- 2005年12月28日
  - ゲスト：さとう珠緒、ビビる大木、小野真弓、マイケル、大城美和、ダンディ坂野、波田陽区、前田健、ザ・たっち